# Силвана де Мари
Силвàна Де Мàри (на италиански: Silvana De Mari) е италианска лекарка-психотерапевт, блогърка и писателка на произведения в жанра „героично фентъзи„ и „детска литература“.
Известна е с подкрепата си на различни конспиративни и противоречащи на всяка утвърдена научна насока теории. По-специално, тя е поддръжник на хомофобски, сексистки, трансфобски, антиваксърски и антиислямски позиции.

## Биография и творчество
Силвана де Мари е родена на 28 май 1953 г. в град Казерта, Италия. Завършва медицина в Торинския университет и специализира обща хирургия и ендоскопия на храносмилателната система. След дипломирането си работи като хирург в болницата „Сан Луиджи ди Орбасано“ в Орбасано, в болница „Санта Кроче“ в Монкалиери и като доброволка в болница в Бошуло в Етиопия. После специализира Когнитивна психология и започва частна психотераптична практика в Торино.
През 2000 г. излиза първата ѝ книга за деца L'ultima stella a destra della luna („Последната звезда отдясно на луната“), последвана през 2003 г. от La bestia e la bella („Звярът и красавицата“), и двете за изд. „Салани“. Публикува и разкази в няколко списания.
Става световноизвестна с първия си роман „Последният елф“ от едноименната фентъзи поредица, публикуван през 2004 г. Главният герой е малкият елф Йорш, който живее в един мрачен свят. Срещайки жена на име Сайра и кучето ѝ, и ловеца Монсер, заедно се отправят на необичайно пътешествие, бягайки от тъмниците на град Далигар, спасявайки се от два гиганта и един трол, и се качват на непристъпната Драконова планина, където живее последният дракон, а пророчество е обвързало съдбата му с предречената мисия на елфа Йорш. Книгата е удостоена с наградите „Банкартилино“ и „Андерсен“ за италианска детско-юношеска литература, наградата на Американската библиотечна асоциация, Голямата награда за детска литература на Франция и др. Следващият ѝ роман от поредицата, „Последният орк“ е насочен към по-възрастната аудитория и също печели редица престижни награди: Наградата на Международния съвет на IBBY за книги за млади хора 2006 и Prix Sorcières „Детски романи“ 2008 във Франция. През 2008 г. публикува третия роман от цикъла, озаглавен „Последните заклинания“ .
През 2009 г. издава сборника с разкази „Рицарят, вещицата, смъртта и дяволът“ за изд. „Линдау“ и романа „Златооката котка“ за новия си издател „Фанучи“. Продължава цикъла „Последният елф“ с „Последното пророчество за света на хората“ (2010) – заключение на сагата, с което печели наградата „Молинело“ за цялостно творчество, и след това с предисторията „Казвам се Йорш“ (2011). През 2012 г. излиза ново продължение, озаглавено „Последното пророчество за света на хората. Епилогът“.
Сред нехудожествените книги Де Мари публикува „Драконът като реалност“ през 2007 г., посветена на фантастичната литература, и „Реалността на орка“ (2012), за историята на последните два века, видяна през фантастичната литература.
През 2014 г. публикува „Джузепе, синът на Яков, Рождество Христово“ с изд. „Ефатà“. През 2015 г. за инициативата „Писатели от класà“ издава „Новата династия“. На следващата година за второто издание на същата инициатива издава „На крилете на свободата“.
През септември 2015 г. стартира сагата „Хания“ с изд. „Джунти“: предисторията „Хания: Кралството на белите тигри“ и Хания: Рицарят на светлината“ – първата книга от сагата, с която печели наградата „Чепо“. Вторият роман „Хания: Мълчаливата вещица“ за изд. „Джунти“ излиза през 2016 г.
През ноември 2017 г. публикува втората предистория на сагата „Последният елф“, озаглавена „Ардуин отхвърления“, която върви успоредно на предишната предистория, следвайки две различни генеалогични линии.
През септември 2018 г. излиза „Казвам се Джоузеф“, където изоставя фантастичните тематика. В книгата става въпрос за историята на полусенегалец и полунигериец, единственият оцелял от клането в Дого Нахава, който намираново семейство и бъдеще в Италия.
Силвана де Мари живее със семейството си близо до Торино.

## Противоречия

### Вярвания
Де Мари се изказва срещу исляма на няколко пъти и е член на партията на Магди Аллам.
Тя се определя като ревностна католичка, но на няколко пъти говори срещу папа Франциск (чиято титла на папа не признава). През 2013 г. пише отворено писмо до него, в което го призовава да защитава преследваните християни, а не да печели популярност.
От края на 2016 г. изразява критични позиции към хомосексуалността, аналния секс, Световната здравна организация, Американската психологична асоциация, нетрадиционните семейства и безплатния аборт дори за жертви на изнасилване.
В открит контраст с Американската психологична асоциация и с Националния орден на психолозите, Де Мари отрича съществуването на хомосексуалността и през януари 2017 г. в своя блог подкрепя хомофобията като човешко право. В отговор на нейните позиции се ражда движение на читатели, които поискват от издателите да я бойкотират, особено по отношение на издаването на детски книги. Гражданската ѝ позиция ѝ навлича омразата на ЛГБТ движенията и организациите, които определят позицията ѝ като клевета и подбуждане към омраза, искат нейния бойкот и дори забрана да публикува книги за деца, а ЛГБТ организацията от Торино завежда съдебно дело срещу нея.
На 19 март 2017 г. участва в конференция, организирана във Верона от крайнодясната религиозна група Christus Rex, с реч, в която изразява позиции, противоречащи на равенството между половете, и грубо оправдава използването дори на насилствени средства в защита на семейството и вярата.
През ноември 2017 г., по време на радио шоуто La Zanzara, Де Мари се обявява против мастурбацията и използването на секс играчки, твърдейки, че те ще дистанцират хората от секса, предназначен като средство за размножаване и казва, че е против това операция за смяна на пола за транссексуалните да бъде за сметка на Държавата.
През октомври 2018 г. тя заявява, че хомосексуалността може да бъде излекувана, въпреки че Орденът на психолозите смята репаративните терапии за антиетични, лишени от научна основа, неефективни и вредни.
През ноември 2020 г. тя е гост на конференция за COVID-19, организирана от Серджо Берлато от Братя италианци, оспорвана за това, че е дала място на конспиративните теории. По отношение на пандемията от COVID-19 тя отрича значението на маските и социалната дистанция, като съветва заразяването с болестта за развитие на антитела . Тя атакува ваксините срещу Covid-19, считайки ги за „изключително опасни“ и нарича инструмента за зелен пропуск „фармакологично изнасилване“.
През юли 2022 г., с оглед на политическите избори, Де Мари основава листатаа Vita заедно със Сара Куниал и други представители на групи антиваксъри, активни в дезинформацията за SARS-CoV-2 и срещу 5G. На национално ниво листата получава 0,8% от гласовете, т.е. няма един избран представител.

### Съдебни и дисциплинарни производства
През януари 2017 г. въз основа на многобройни доклади е образувана дисциплинарна мярка от страна на Националната федерация на колегиите на лекарите хирурзи и зъболекари поради нейните псевдонаучни позиции. През септември 2021 г. Торинската медицинска асоциация я отстранява от извършване на професионални дейности, включващи междуличностни контакти, заедно с 94 други лекари и зъболекари, заради отказа ѝ да се ваксинира срещу Ковид-19. През юни 2023 г. тя е изключена от Медицинската колегия на Торино.

#### Клевета
През 2017 г. тя определи ЛГБТ асоциациите като „престъпници срещу човечеството“ и за това и за други свои твърдения, смятани за обидни за хомосексуалистите, Координацията на гей прайда в Торино, Регионалният съвет на Пиемонт и Община Торино подават правен иск за действие. Координаторите на Торингския гей прайд и Мрежа „Ленфорд“ подават граждански иск. Осъдена за утежнена клевета на 14 декември 2018 г., Силвана Де Мари плаща глоба от 1500 евро и 5000 евро като обезщетение, разпределени по равно между двамата ищци.
Дружество „Марио Миели“ също завежда второ дело в съда в Торино за продължителна и утежнена клевета след обидите, насочени към членовете му от Силвана Де Мари. На 28 юни 2019 г. тя е осъдена за втори път за утежняваща клевета. Плаща 5000 евро за морални щети на членовете на дружеството, в допълнение към плащането на глоба от 1000 евро. През март 2022 г. Апелативният съд на Торино потвърждава присъдата за утежняваща клевета срещу членовете на дружеството. Три месеца по-късно Апелативният съд също потвърждава присъдата за клевета срещу Координаторите на Торинския гей прайд и Мрежа „Ленфорд“. Впоследствие, на 16 юни 2023 г., касационната инстанция окончателно потвърждава присъдата за клевета както срещу Дружество „Марио Миели“, така и срещу Координаторите на Торинския гей прайд и движенията LGBTQIA+.

## Произведения

### Самостоятелни романи
- L'ultima stella a destra della luna (2000)
- La bestia e la bella (2003)
- Il cavaliere, la strega, la morte e il diavolo (2009)
- Il gatto dagli occhi d'oro (2009)
- Giuseppe figlio di Giacobbe (2014)
- La nuova dinastia (2015)
- Il gatto dagli occhi d'oro (2015)
- Sulle ali della libertà (2016)
- Io mi chiamo Joseph (2018)
- Ora Pro Nobis. Storia di Ussari Alati (2022)
- Te Deum (2025)

### Серия „Последният елф“ (L'ultimo elfo)
1. L'ultimo elfo (2004)
Последният елф, изд.: „Емас“, София (2015), прев. Иван Тонкин
2. L'ultimo orco (2005)
3. Gli ultimi incantesimi (2008)
4. L'ultima profezia del mondo degli uomini (2010)
5. Io mi chiamo Yorsh (2011), предистория на 1
6. L'ultima profezia del mondo degli uomini. L'epilogo (2012)
7. Arduin il Rinnegato (2017) – препредистория на 1
8. L'ultimo mago (2020)

### Серия „Хания“ (Hania)
1. Il regno delle tigri bianche (2015)
2. Il cavaliere di luce (2015)
3. La strega muta (2016)

### Документалистика
- Il drago come realtà – I significati storici e metaforici della letteratura fantastica (2007)
- La realtà dell'orco (2012)
- L'ultimo nemico che sarà sconfitto è la morte. Joanne Kathleen Rowling e l'eptalogia di Harry Potter ne Il Fantastico nella Letteratura per ragazzi. Luci e ombre di 10 serie di successo (2016)
- Le avventure di Bilbo Baggins, scassinatore, esperto cacciatore di tesori: l'oro e la menzogna nello Hobbit в „Hobbitologia“ (2016)
- Non facciamoci imbavagliare! (2018)